# Dying for the World
Dying for the World é o décimo álbum de estúdio da banda estadunidense de heavy metal W.A.S.P., lançado em 11 de junho de 2002.
| Críticas profissionais                                                      | Críticas profissionais |
| Avaliações da crítica                                                       | Avaliações da crítica  |
| Fonte                                                                       | Avaliação              |
| --------------------------------------------------------------------------- | ---------------------- |
| allmusic                                                                    | [ 1 ]                  |
| Esta tabela precisa de ser acompanhada por texto em prosa. Consulte o guia. |                        |

## Faixas
- Todas as canções escrita por Blackie Lawless.

1. "Shadow Man" - 5:34
2. "My Wicked Heart" - 5:38
3. "Black Bone Torso" - 2:15
4. "Hell for Eternity" - 4:38
5. "Hallowed Ground" - 5:54
6. "Revengeance" - 5:20
7. "Trail of Tears" - 5:50
8. "Stone Cold Killers" - 4:56
9. "Rubber Man" - 4:25
10. "Hallowed Ground" (Acustico) - 6:08

### CD japonês - faixas bônus
1. "Revengeance (Karaoke Version)" - 5:21
2. "Trail Of Tears (Take #1)" - 5:04
3. "Hallowed Ground (Take #2)" - 5:19